# Gastronomie moléculaire
 (novembre 2018).

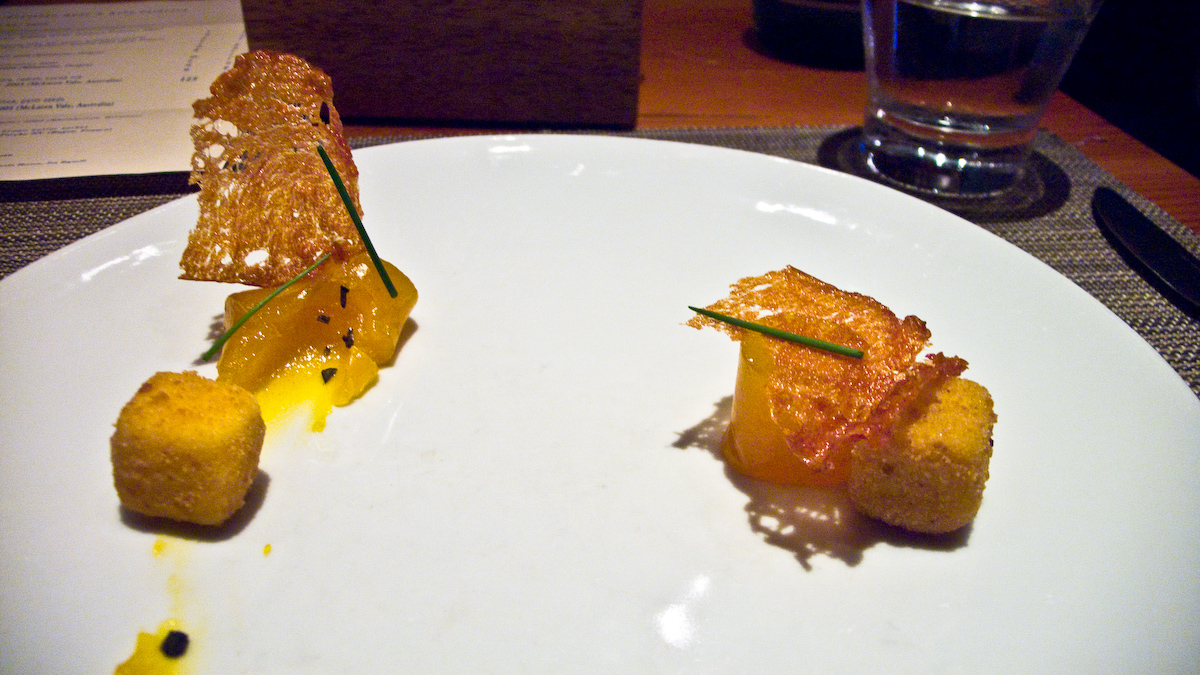
Version moléculaire des œufs bénédictine (œufs mayonnaise).

La gastronomie moléculaire et physique est, selon Hervé This, la discipline scientifique qui a pour objectif l'exploration scientifique -et non technologique-  des mécanismes des phénomènes qui surviennent lors des transformations culinaires. Parfois le terme est fautivement utilisé pour désigner ce qui est appelé cuisine moléculaire (mode culinaire faisant usage d'ingrédients, méthodes et ustensiles modernes, c'est-à-dire qui n'existaient pas dans les pays occidentaux avant les années 1980).
Il s'agit d'une discipline scientifique : son objet est de participer au progrès de la connaissance scientifique, avec des applications possibles aux "arts chimiques", notamment la cuisine et les activités de formulation. Le terme "gastronomie moléculaire et physique" (molecular and physical gastronomy) a été proposé en 1988 par Nicholas Kurti, physicien d’Oxford, et Hervé This, physico-chimiste français, qui travaille aujourd’hui dans l’UMR 0782 ("SayFood") de l’INRAE à AgroParisTech. La première mention de ce terme apparaît sur les lettres envoyées lors de la préparation de l'International Workshop on Molecular and Physical Gastronomy à Erice (Sicile) en mai 1992. Et la première mention officielle de la discipline apparaît dans le titre de la thèse de doctorat de Hervé This, à l'Université Paris VI : "La gastronomie moléculaire et physique". Soutenue à l'ESPCI ParisTech, cette soutenance avait pour jury : Jean-Marie Lehn, Pierre-Gilles de Gennes, Pierre Potier (qui avait accepté de figurer comme "directeur de thèse" pour des raisons simplement administratives), Nicholas Kurti, Georges Bram, M. Pétroff, C. Contincini.
Depuis le décès de Nicholas Kurti, en 1998, le nom de la discipline a été abrégé en « gastronomie moléculaire ».
En cuisine, la première application des résultats de la gastronomie moléculaire a été la "cuisine moléculaire", dont la définition est "cuisiner avec des ustensiles rénovés" : azote liquide, siphons, évaporateurs rotatifs, filtres à fritté, circulateurs, etc. Pour désigner la cuisine moléculaire, divers cuisiniers ont proposé d'autres appellations, sans changer le contenu de la chose : « cuisine technico-émotionnelle » selon les Espagnols, « cuisine technico-conceptuelle », « cuisine moderniste »… Dans tous les cas, il s'agit de cuisine, c'est-à-dire de production de mets, et l'originalité réside dans l'utilisation d'ustensiles issus des laboratoires : siphons, azote liquide, sondes à ultrasons, évaporateurs rotatifs, thermocirculateurs…
Selon Hervé This, la gastronomie moléculaire a pour objet :
- l’étude scientifique des « définitions » et des « précisions » culinaires (par « précisions », on entend dictons, tours de main, adages, maximes, trucs, astuces, modes d’emploi, etc.) ;
- l’étude scientifique de la composante artistique de l’activité culinaire ;
- l’étude scientifique de la composante sociale de l’activité culinaire[4].

La gastronomie moléculaire a de nombreuses applications, soit dans l'enseignement de la pratique culinaire, soit dans sa pratique. Notamment, la gastronomie moléculaire a modélisé les réactions chimiques spécifiques de la cuisine, ainsi d'ailleurs que divers phénomènes physiques qui interviennent dans l’émulsion, la floculation, la cuisson à cœur, la convection, les effets tensioactifs, etc.
Depuis sa création, de plus en plus de laboratoires de gastronomie moléculaire sont créés dans le monde : Liban, États-Unis, Finlande, Irlande, etc.

## Historique
- IIIe siècle av. J.-C. Papyrus retrouvé d'un Égyptien sur la fermentation de la viande[5].
- 1783 Antoine Lavoisier a étudié le bouillon de bœuf[6].
- 1847 Antonin Carême écrit un traité en quatre volumes dans lequel il écrit, dans la première page du premier volume, que l'on fait de la chimie quand on cuisine[7].
- 1911 Louis Camille Maillard publie ses travaux sur la réaction qui porte son nom.
- 1972 La cuisine traditionnelle subit une révolution par certains grands chefs : Michel Guérard, Alain Senderens, les frères Troisgros ou encore Alain Chapel. Les critiques gastronomiques Henri Gault, Christian Millau proclamèrent alors la Nouvelle Cuisine, reprenant un nom déjà utilisé au XVIIIe siècle.
- 16 mars 1980 Hervé This réalisait une fiche pour le magazine Elle sur le soufflé au roquefort. Alors qu'il était inscrit dans la recette d'y ajouter les jaunes d'œufs deux par deux, Hervé This a pensé que c'était sans intérêt, et le soufflé a été médiocre. Puis, quelques jours plus tard, alors qu'il avait des amis à dîner, il a voulu refaire la même recette et ce fut un nouvel échec. Il a alors décidé de se consacrer à l'étude scientifique des "précisions culinaires", et de la cuisine en général.
- 24 mars 1980 Hervé This s'est donné la mission de collectionner et de tester les dictons culinaires. Il en a aujourd’hui plus de 25 000, rien que pour les livres de cuisine français.
- 1986 Hervé This rencontre le physicien britannique d'origine hongroise Nicholas Kurti, et ces deux scientifiques se mettent à collaborer, dans leurs recherches.
- 1988 Hervé This et Nicholas Kurti observent que la science des aliments se développe depuis des siècles et décident de créer une nouvelle discipline scientifique : la gastronomie moléculaire et physique, qui étudie les phénomènes culinaires.
- Hervé et Nicholas décident d'organiser des congrès internationaux de gastronomie moléculaire (dès 1992), au Centre scientifique d'Erice (Sicile, Italie).
- 1998 À la mort de Nicholas Kurti, le nom de cette discipline est réduit à "gastronomie moléculaire", la terminologie initiale ayant été jugée encombrante.

Actuellement, Hervé This donne des séminaires mensuels et des cours annuels à Paris, et invente une recette par mois qu'il publie sur le site de Pierre Gagnaire pour que celui-ci l'utilise dans ses restaurants. Les recettes sont toutes publiées.
La gastronomie moléculaire se développe dans le monde entier, avec des groupes de scientifiques de nombreux pays, au point que Hervé This organise, depuis 2009, un congrès pour les scientifiques du monde entier qui portera sur la gastronomie moléculaire.

## Histoire de l'étude physico-chimique de la cuisine

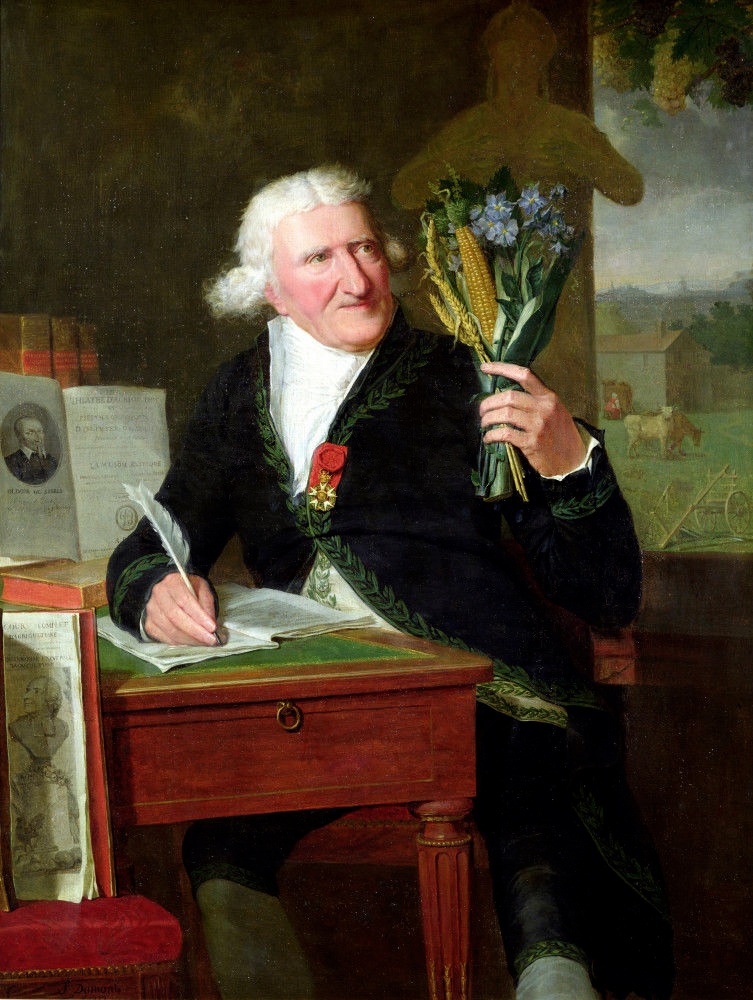
Parmentier, pionnier de la chimie des aliments.

Des scientifiques réputés tels que Lavoisier, Parmentier, Appert, Liebig, Rumford, Chevreul ont exploré certaines transformations culinaires.
Dans la première moitié du XXe siècle, le microbiologiste français Édouard de Pomiane fait une large publicité aux études scientifiques de la cuisine, mais il confondit science, technologie, technique et art. En 1922, il invente le terme de « gastrotechnie », technologie culinaire ancêtre de la gastronomie moléculaire.
En 1984, l’Américain Harold McGee (en) publie On Food and Cooking, suivi en 1990 par The Curious Cook, qui deviennent rapidement une référence pour les cuisiniers anglo-saxons.

## Kurti, This et la gastronomie moléculaire

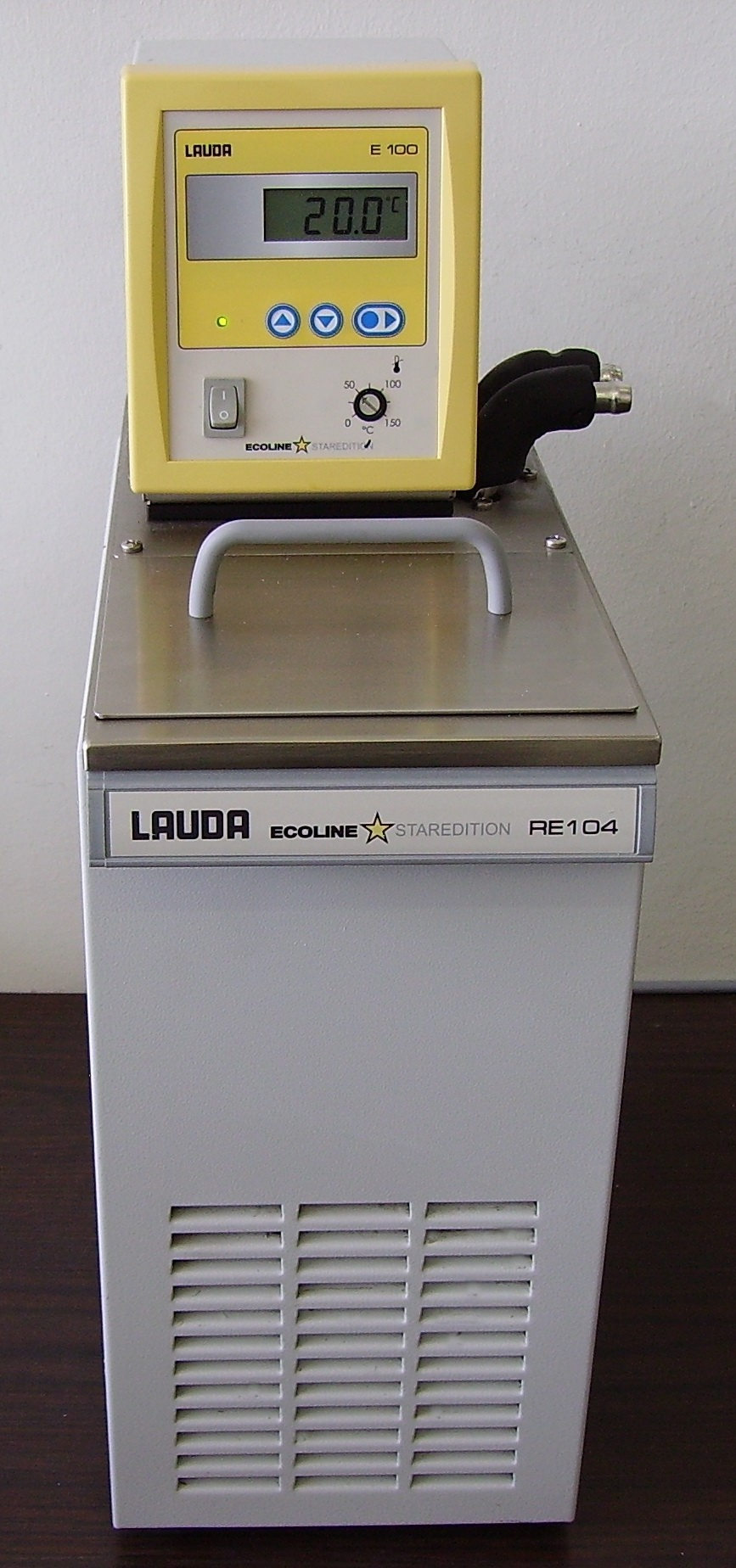
Bain chauffant utilisé pour la cuisson à basse température.

L’appellation de la discipline résulte de la rencontre de Nicholas Kurti et d'Hervé This, qui ont compris qu’un champ scientifique pouvait utilement être identifié, non pas dans l’étude des aliments mais, plus spécifiquement, dans l’étude scientifique des phénomènes culinaires. L’un et l’autre ayant procédé à des recherches sur les processus physico-chimiques mis en œuvre par les méthodes empiriques de l’art culinaire, ils collaborèrent à partir de 1985, et leur collaboration fructueuse ne devait prendre fin qu’avec la disparition de Kurti en 1998, à l’âge de 90 ans.
En 1998, la terminologie « gastronomie moléculaire et physique » étant encombrante, Hervé This décida d’utiliser désormais « gastronomie moléculaire », et il donna le nom de Kurti aux congrès internationaux d'Erice (Sicile), dont ils étaient tous deux directeurs.
Le terme « gastronomie moléculaire » se réfère à la biologie moléculaire : en 1934, Warren Weaver, alors directeur des National Institute of Health, avait proposé cette terminologie pour désigner cette nouvelle pratique de la biologie où l’on introduisait des méthodes chimiques et physiques. Pour la gastronomie moléculaire, l’idée est la même : initialement, le programme de la discipline correspondait à l’introduction en cuisine de pratiques tirées de la chimie et de la physique, à côté de l’étude physico-chimique des transformations culinaires (macération, caramélisation, doubles cuissons, etc.).
Le programme initial de la discipline, publié notamment dans la thèse de Hervé This et soutenue en 1996 sous le titre La gastronomie moléculaire et physique, à l’Université Paris VI, était fautif puisqu’il était libellé comme suit :
- le recensement et l’exploration physico-chimique des dictons culinaires ;
- la modélisation des pratiques culinaires en vue de perfectionnements ;
- l’introduction d’outils, méthodes et ingrédients nouveaux en cuisine domestique ou de restaurant ;
- l’invention de plats nouveaux fondés sur les analyses des mets classiques ;
- la présentation des sciences au public, fondée sur l’analyse des gestes culinaires.

Comme les trois derniers objectifs sont de nature technologique ou sociologique, Hervé This a proposé un nouveau programme scientifique en 2005 :
- explorer la composante technique de la cuisine (modélisation des « définitions » et tests des « précisions », c’est-à-dire dictons, tours de mains, adages, trucs, astuces, etc.) ;
- explorer la composante artistique de la cuisine ;
- explorer la composante relationnelle de la cuisine[11].

## Intérêts et enjeux

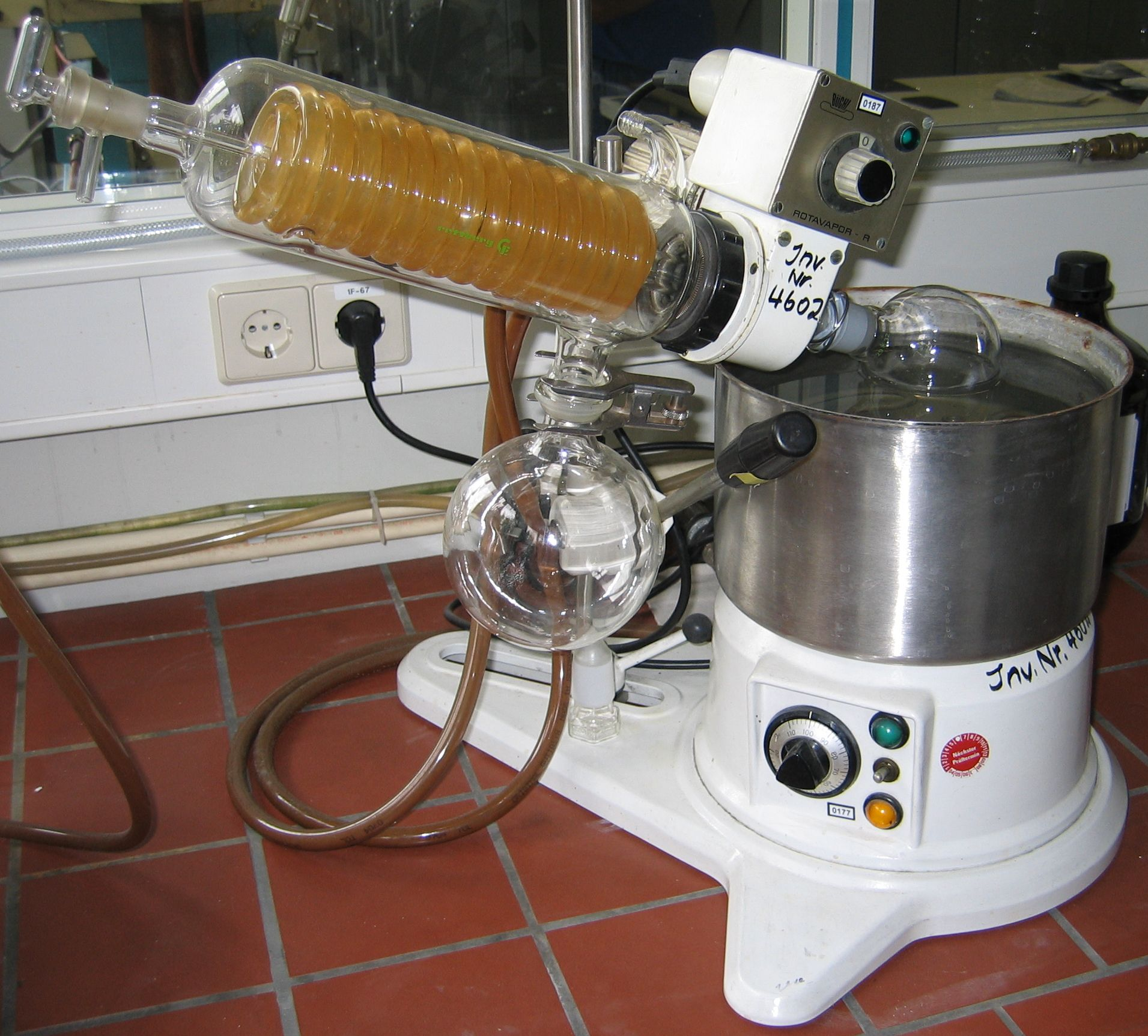
Évaporateur rotatif utilisé dans la préparation des distillats et des extraits.

La gastronomie moléculaire est une branche particulière de la science des aliments. D’après Hervé This, il est légitime que le contribuable soutienne une telle activité, car son développement est important. La gastronomie moléculaire a un intérêt industriel vis-à-vis de la commercialisation des plats préparés et de l’agroalimentaire : prenons l’exemple de l’œuf qui est fréquemment utilisé dans l’industrie alimentaire. Chacun sait que l’œuf peut être à l’origine d’intoxications alimentaires à la Salmonella. L’ANSES indique qu’en France, la consommation d’œufs infectés, crus ou mal cuits est responsable de 40 % des cas de salmonellose. Les risques de contaminations semblent donc assez importants. Dans ce cas, les études de la gastronomie moléculaire sont appliquées en mettant en jeu la chimie des aliments, la biochimie, la physique et la microbiologie alimentaire pour assurer la salubrité des produits de l’industrie agroalimentaire.
D’autre part, certaines protéines alimentaires ont des propriétés allergisantes ; il est donc indispensable de pouvoir substituer certains aliments dans des recettes. Par exemple, l’œuf est un aliment intéressant au niveau physico-chimique : il présente un pouvoir émulsifiant, moussant et coagulant. Dans la préparation d’un flan, l’œuf est un coagulant qui peut être remplacé par de l’agar-agar – substance mucilagineuse extraite de certaines algues rouges – car il présente des propriétés comparables. La gastronomie moléculaire permet de chercher des substituts adéquats à partir de l’étude des propriétés physico-chimiques des aliments.

## Diffusion dans le grand public

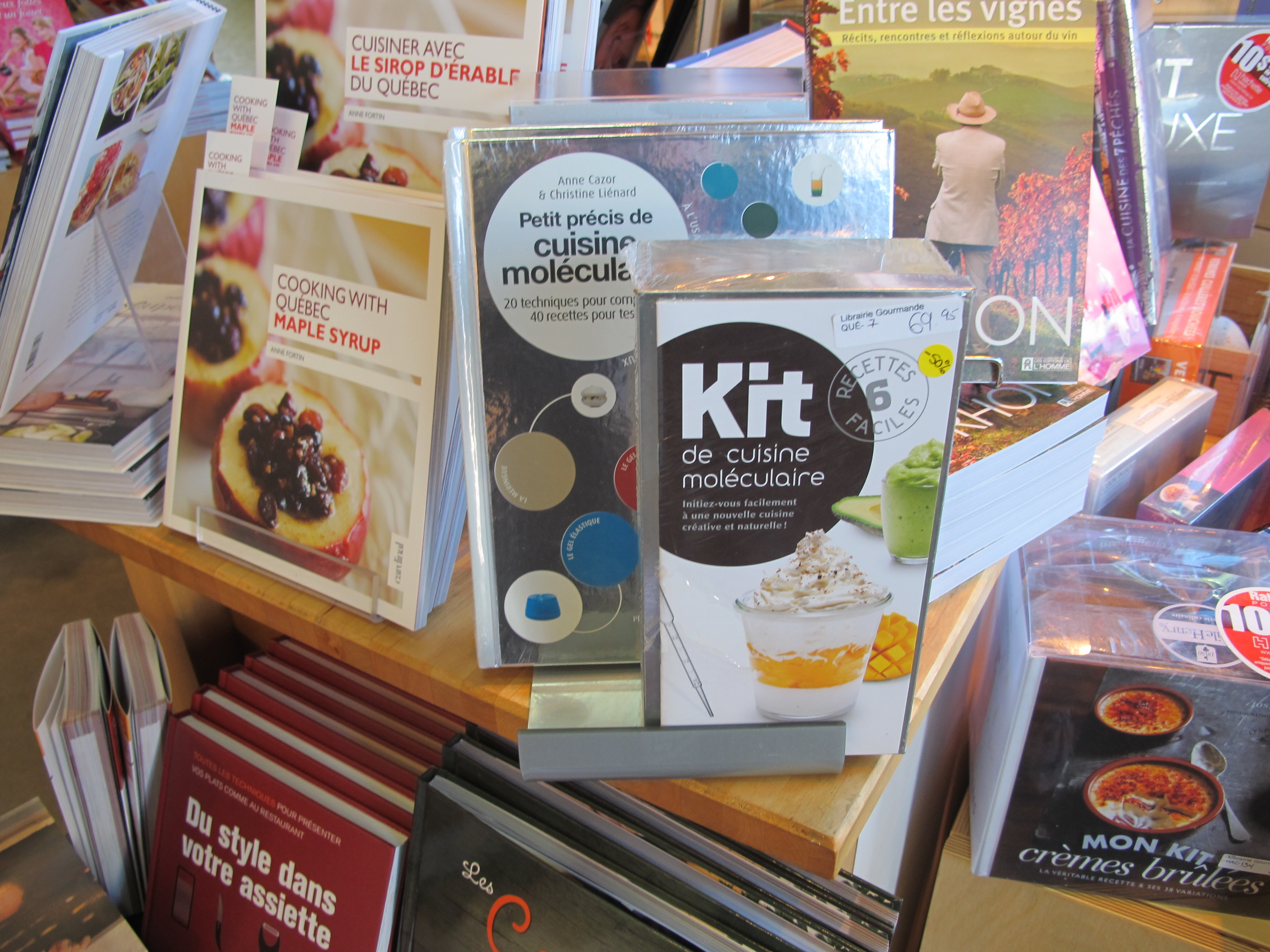
Cuisine moléculaire : livre de recette et kit.

Sur la chaîne de télévision France 5, Hervé This a régulièrement animé une chronique appelée Toque à la loupe, face à un chef de cuisine en tenue de chef, et avec qui il dialoguait (lui-même ne portant pas une blouse de chimiste, mais le gilet qui sied à un professeur). L’un des moments forts de cette série fut celui consacré à la sorbetière, où Hervé This montra qu’on peut se passer de cet instrument, destiné à empêcher la formation de gros cristaux de glace, en refroidissant très vite la préparation, et cela en y versant de l’azote liquide. La glace préparée en direct par ce moyen fut dégustée par le chef et trouvée excellente. Puis il présenta d'autres innovations dans l'émission Côté Labo, Côté Cuisine.

## Les grands chefs et la gastronomie moléculaire
De nombreux cuisiniers ont utilisé les résultats de la gastronomie moléculaire et physique. Parmi eux, Pierre Gagnaire, Denis Martin, Marc Veyrat, Ferran Adria, Emile Jung, Grant Achatz, Wilie Dufresne, Heston Blumenthal, Raymond Blanc, Thierry Marx, etc. La "cuisine moléculaire", cette cuisine moderne dérivée de la science qu'est la gastronomie moléculaire, s'est popularisée, puisque des enseignes de grande distribution se sont mis à vendre des siphons ou des systèmes de cuisson à basse température. Mais à la fin des années 2010, elle est devenue si populaire qu'il n'est plus nécessaire de l'évoquer pour caractériser des formes de cuisine.
En outre, les chefs Ferran Adrià, Heston Blumenthal, Thomas Keller et l’écrivain Harold McGee (en), qui fut directeur invité du premier International Workshop on Physical and Molecular Gastronomy, ont pris une certaine distance avec la gastronomie moléculaire, même s'ils utilisent de nombreux résultats de cuisine moléculaire. Dans un article publié dans le Guardian en 2006, ils écrivent ainsi « le terme de gastronomie moléculaire ne décrit pas notre cuisine, ni d’ailleurs, aucun style de cuisine ». Ainsi, Ferran Adrià préfère définir ses travaux « d’avant-garde créative » et dit même faire de la cuisine techno-émotionnelle.